# Königlicher Hofstall (Stockholm)

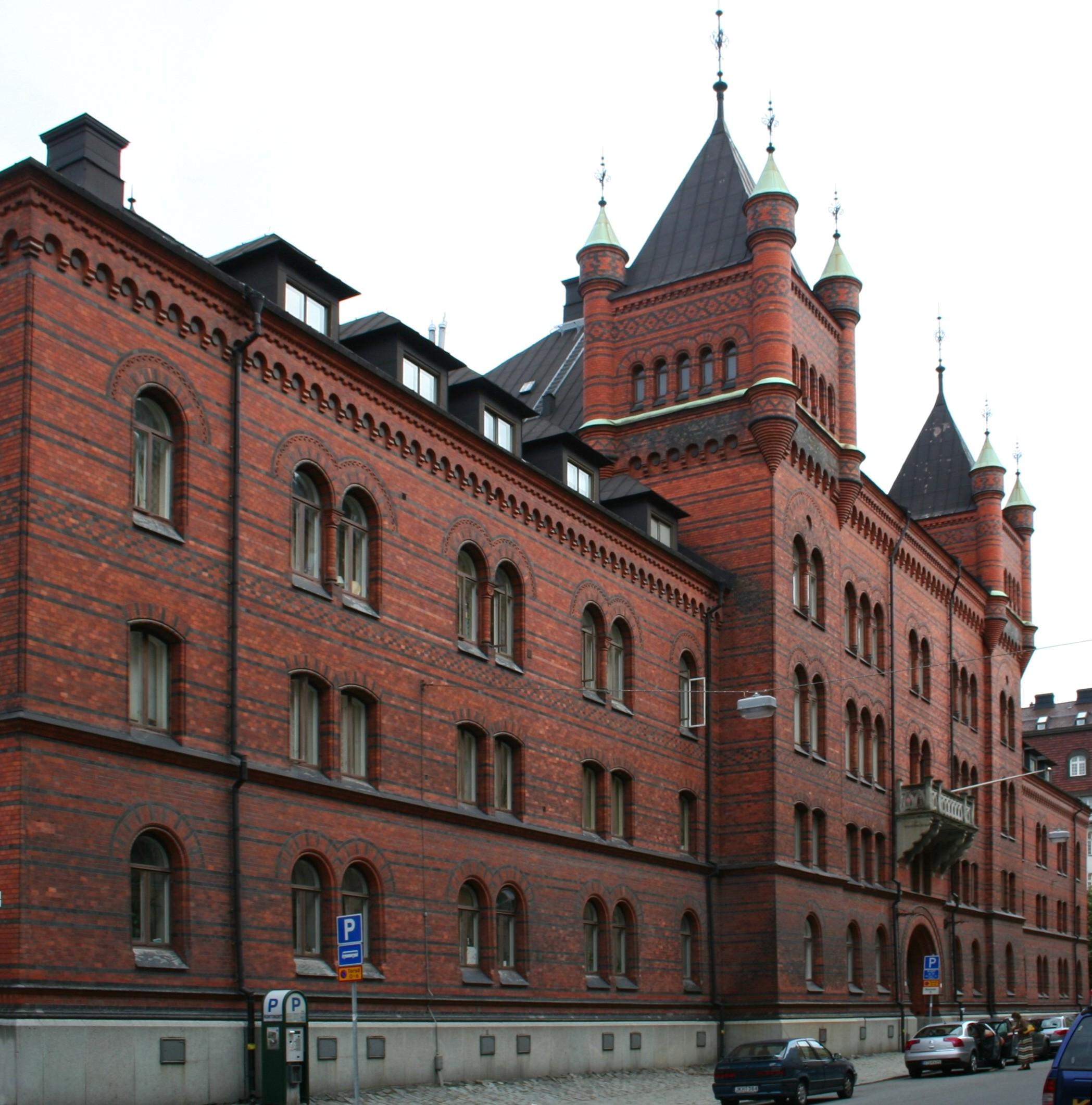
Der königliche Hofstall

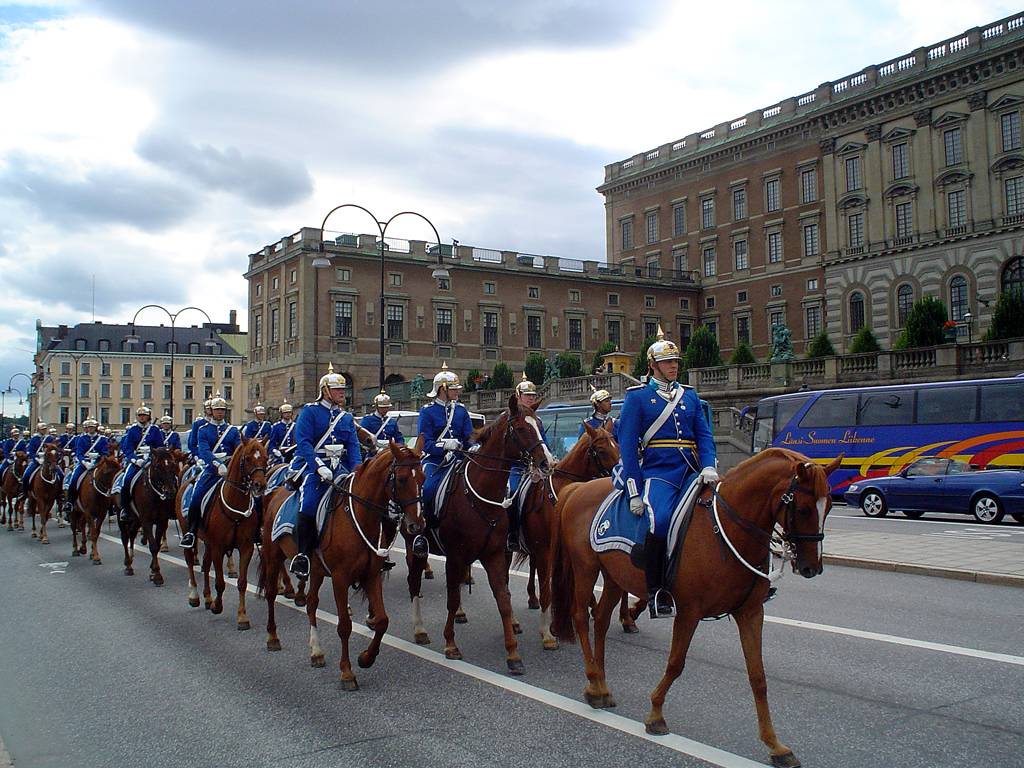
Die Pferde des Hofstalles im Einsatz bei der Svea Livgarde

Königlicher Hofstall (Schwedisch: H.M. Konungens Hovstall) ist eine Stallung im Stockholmer Stadtteil Östermalm in der Nähe des Theaters Dramaten. Durch seine Lage mitten in der städtischen Bebauung unterscheidet er sich von ähnlichen Anlagen in anderen Königreichen.
Das Personal des Hofstalles ist verantwortlich für alle offiziellen Transporte des schwedischen Königshauses. Er ist aufgeteilt in eine Auto- und eine Pferdeabteilung denen ein Hofstallmeister übergeordnet ist. Der Autopark besteht aus elf Limousinen, die von vier Chauffeuren gefahren werden. Die 16 Pferde des Stalles gehören alle zur Rasse Schwedisches Warmblut und sind von Fuchsfarbe, um einen einheitlichen Eindruck hervorzurufen. Die Pferde werden unabhängig von eventuellen öffentlichen Einsätzen täglich geritten. Dazu steht dem Stall auch eine Schrittmaschine zur Verfügung, mit der die Pferde täglich 45 Minuten gemächlich einem Rundkurs folgen.
Der Hofstall ist mit seinen prachtvollen Kutschen, Paradeuniformen und Pferdegeschirren ein schwedisches Kulturgut. Die etwa 40 Kutschen sowie Pferde und Limousinen können bei geführten Rundtouren besichtigt werden.

## Geschichte
Der erste Hofstall wurde 1535 unter Gustav Wasa auf der Insel Helgeandsholmen angelegt. Dieser wurde schon in den 1560er Jahren an die Stelle umgesiedelt, an der heute die Königliche Oper steht. Um 1670 entstand ein neuer Hofstall auf Helgeandsholmen im Auftrag von Karl XI. nach Plänen des Architekten Nicodemus Tessin der Ältere. Dieser brannte schon 1696 ab. Danach baute Nicodemus Tessin der Jüngere an gleicher Stelle einen neuen Hofstall, der etwa 200 Jahre Bestand hatte, bis das Gebäude abgerissen wurde, da die Neubauten von Reichsbank und Reichstag entstanden.
Der heutige Hofstall wurde 1884 im Auftrag von Oskar II. gebaut. Der Architekt für das rote Ziegelsteingebäude war Fritz Eckert. Das erste betreute Auto war der 1899 gekaufte Mercedes-Benz von Kronprinz Gustav, dem späteren Gustav V. Bis 1950 verringerte sich die Anzahl der Pferde deutlich, wogegen die Anzahl der Limousinen auf 14 stieg.